# 全茗镇
全茗镇，是中华人民共和国广西壮族自治区崇左市大新县下辖的一个乡镇级行政单位。

## 行政区划
全茗镇下辖以下地区：
全茗社区、政教村、顿周村、上湖村、灵熬村、上马村、乔苗村和配偶村。